# Jesper Seier
Jesper Seier, né le 21 septembre 1965 à Fredericia, est un skipper danois.

## Carrière
Jesper Seier participe aux Jeux olympiques d'été de 1992 et il remporte le titre olympique en soling.